# Ca l'Adroguer Nou
Ca l'Adroguer Nou és una botiga i habitatge de Solsona. L'edifici és una obra protegida com a Bé Cultural d'Interès Local.

## Descripció
Edifici entre mitgeres del 1517. Aixecat en tres èpoques diferents, amb planta soterrani -on hi ha un antic forn-, planta baixa, tres plantes pis i un terrat. La façana de la planta baixa i de la primera planta pis és de pedra i la resta de façana és de morter de ciment esgrafiat. Situat a la confluència dels carrers Sant Nicolau, Terceries i Sant Cristòfol, es visible des de la plaça Major.
És de destacar l'aparador de la botiga de la planta baixa i el rètol anunci de ceràmica vidrada de la façana de migdia.